# Carlos Girón
Carlos Girón (né le 3 novembre 1954 à Mexicali et mort le 13 janvier 2020 à Mexico) est un plongeur mexicain, spécialiste du tremplin de 3 m.

## Biographie
Carlos Girón est médaillé d'argent aux Jeux olympiques d'été de 1980.